# Irans flagga
Irans flagga antogs den 29 juli 1980 efter den islamska revolutionen i Iran. Flaggan är en trikolor i färgerna grönt, vitt och rött, med Irans statsvapen i mitten där det mittersta fältet är avgränsat av två rader med orden allāhu akbar (Gud är större) i stiliserad kufisk skrift upprepat 22 gånger. Proportionerna är 4:7.

## Symbolik
Färgerna grönt, vitt och rött har använts sedan 1700-talet. Grönt symboliserar livets grönska och pånyttfödelse, vitt symboliserar sanningen och rött symboliserar kärleken och främst fosterlandskärleken.
Efter revolutionen kom färgerna att symbolisera islam, martyrdöden (vitt är martyrdödens färg i islam) och martyrernas blod. Emblemet i mitten kan tolkas dels som en stiliserad representation av det arabiska ordet för Gud Allah, men också som en glob som symboliserar kraften hos alla förtryckta folk, som Islams fem pelare, som en röd blomma som påminner om det blod som offrats under revolutionen, eller som fyra halvmånar och ett svärd som står för styrka och tapperhet. I folkmun kallas symbolen för "spindeln".

## Historik
Dagens iranska flagga skapades 1980 efter revolutionen 1978-1979, då monarkin störtades. Man ändrade då den gamla flaggan genom att införa det nya statsvapnet i mitten, samt de båda raderna med stiliserad skrift som omger det mittersta vita fältet. Orden allāhu akbar upprepas 22 gånger, vilket påminner om att revolutionen segrade över monarkin den 22:a dagen i den 11:e månaden (enligt den persiska kalendern).

### Tidigare flaggor
Irans flagga från tiden innan revolutionen 1979 hade samma färger men istället för de muslimska symbolerna fanns ett lejon och en sol i mitten. Detta emblem går tillbaka till safavidiska dynastin på 1500-talet och var symbol för kungadömets majestät och persernas värdighet. Som motiv förekommer lejonet och solen i det forna Persien. Många perser betraktar lejonet och solen som Irans verkliga nationalemblem.

(1907–1933)
(1933–1964)
(1964-1980)

## Flaggning på halv stång
Enligt ett direktiv från myndigheterna daterat den 18 juli 2007 är det förbjudet att hissa Irans nationsflagga på halv stång som ett sätt att visa respekt och medkänsla vid dödsfall. Vicepresident Parviz Davoodi sa i direktivet att bruket att hissa flaggan två tredjedelar av flaggstångens längd är ett tecken på bristande respekt för det heliga ordet Allah. Istället rekommenderas statliga myndigheter att vid liknande tillfällen hissa två flaggor, där den andra flaggan är en helsvart flagga på halv stång.